# Willoughby Bay
Willoughby Bay är en vik i Antigua och Barbuda. Den ligger i den östra delen av landet, 15 kilometer sydost om huvudstaden Saint John's.